# Hernando de Soto
Hernando de Soto, född 1496 eller 1497 i Barcarrota eller Jerez de los Caballeros, Extremadura, Spanien, död 21 maj 1542 vid Mississippifloden nära nuvarande McArthur, Arkansas, var en spansk sjöfarare, upptäcktsresande och conquistador.

## Biografi
Han seglade med d'Avila till Centralamerika, utforskade Yucatanhalvön 1528 och reste tillsammans med Francisco Pizarro i Peru 1530-1535. År 1538 utnämndes han till guvernör i Kuba och Florida. Under sin upptäcktsresa 1539 utforskade han Florida, Georgia och Mississippifloden. Han avled i en febersjukdom i trakterna av Mississippi, och för att gömma hans kropp undan de fientliga indianerna sänktes den i den flod han hade upptäckt.

## Eftermäle
Det amerikanska bilmärket Desoto, tillverkat åren 1928-1960, är uppkallat efter honom.

## Bildgalleri

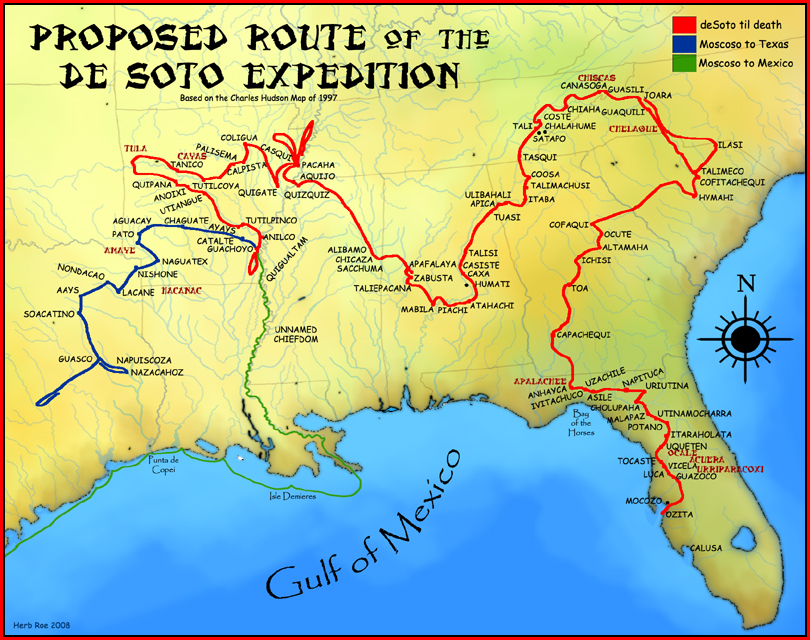
De Sotos väg genom Södern.
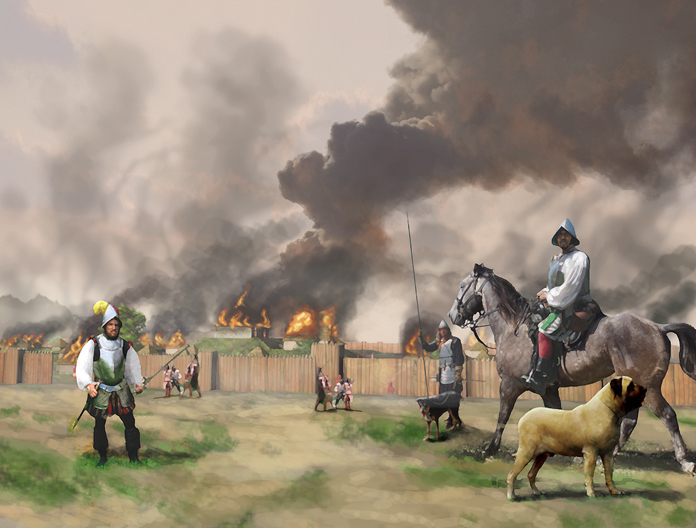
De Sotos framfart.
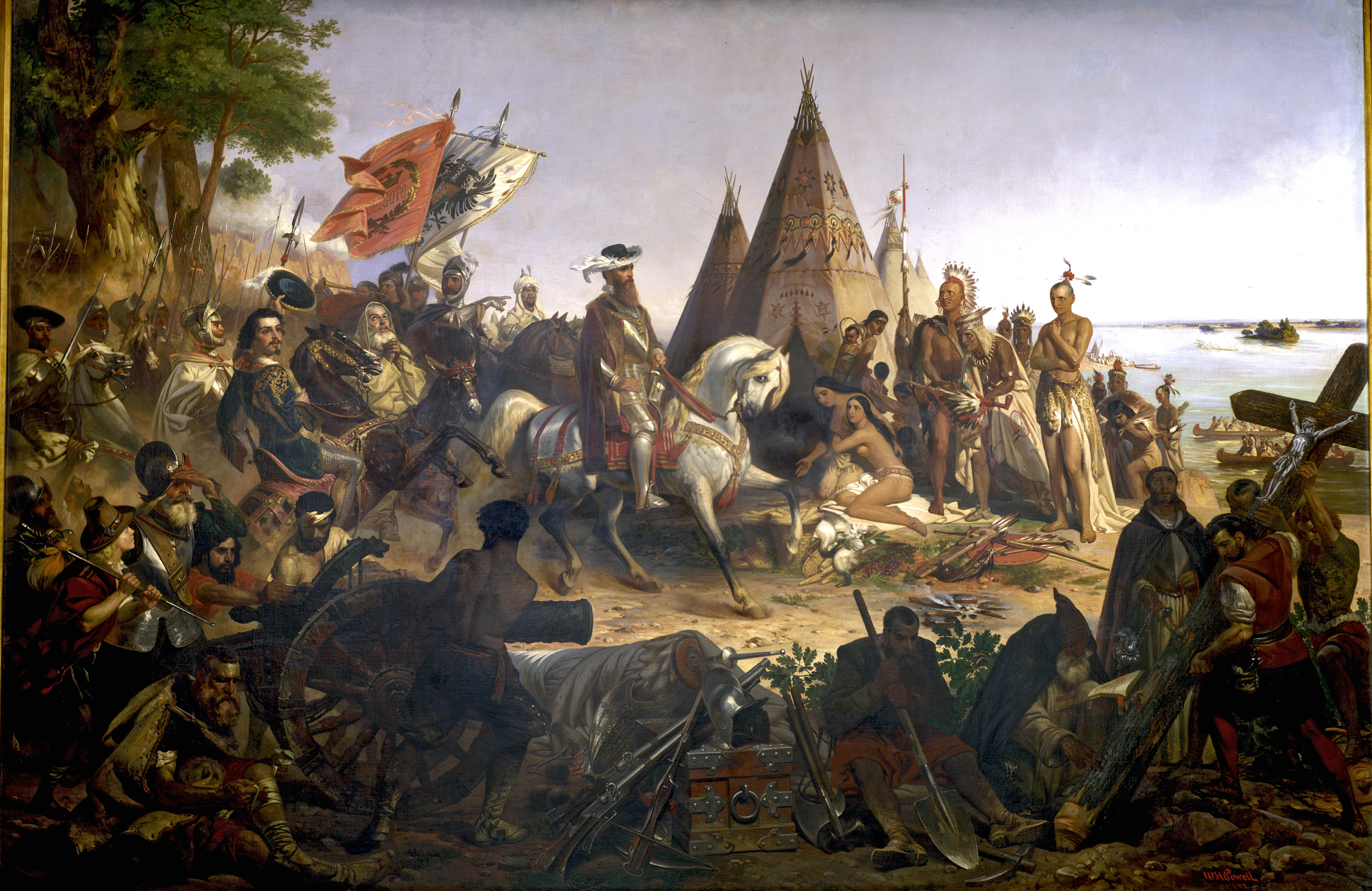
Mississippi upptäcks.